# Экман, Билл
Билл Экман (11 мая 1966, Нью-Йорк) — американский финансист и предприниматель, миллиардер, основатель и CEO хедж-фонда «Pershing Square Capital Management».

## Биография
Билл вырос в еврейской семье в Chappaqua, Нью-Йорк. Его отец Лоуренс Экман, председатель Нью-Йоркской фирмы по финансированию недвижимости, «Ackman-Ziff Real Group Estate». После школы Экман получил степень бакалавра искусств с отличием окончив Гарвардский колледж в 1988 году и степень магистра делового администрирования (MBA) в Гарвардской школе бизнеса в 1992 году.
В 1992 году Экман с другими выпускниками Гарварда основывает инвестиционную компанию «Gotham Partners», которая вкладывает небольшие инвестиции в публичные компании. В 1995 году репутация Экмана выросла, когда он сотрудничал в области страхования и недвижимости с «Leucadia National» и «Rockefeller Center». Управление акциями приносит «Gotham Partners» рост активов до 500 млн долларов на 1998 год. В 2002 году Экман покидает «Gotham Partners», развитие которой затормозилось судебными разбирательствами с акционерами компании. В 2003 году была проведена комиссия по операциям «Gotham Partners», после чего генеральный прокурор штата Нью-Йорк Элиот Спитцер заявил об отсутствии нарушений законодательства.
В декабре 2007 года фонд Билла Экмана владел 10 % акций «Target Corporation» стоимостью 4,2 миллиарда долларов В настоящее время он владеет 7,8 % акций. В декабре 2010 года его фонд был держателем 38 % акций «Borders Group», и 6 декабря 2010 года Экман заявил, что выкупит «Barnes & Noble» за 900 миллионов долларов. Экман также выиграл битву за пакет акций Canadian Pacific Railway.
Экман известен своим нетрадиционным подходом к подбору персонала. Однажды он взял в свою компанию человека, который прежде работал инструктором по рыбной ловле, в другой раз — бывшего профессионального теннисиста, в третий — «человека, с которым ехал в такси».

### Инвестор в «Coupang»
Экман с первого дня являлся инвестором «Coupang», которая была основана в 2010 году. В 2021 году он пожертвовал долю в южнокорейском онлайн-ретейлере стоимостью более $1,3 млрд на благотворительность. Это произошло после IPO компании. Деньги будут направлены в три организации, включая его собственный фонд «Pershing Square».

### Шорт «Herbalife»
В декабре 2012 года Экман заявил, что долгое время изучал бизнес компании «Herbalife» и пришёл к выводу, что она является «наиболее эффективной пирамидой в истории», После этого заявления акции «Herbalife» рухнули на 21 % за два дня, и была инициирована проверка в Комиссии по ценным бумагам и биржам США. Билл Экман пообещал стереть «Herbalife» с лица Земли и развернул мощную кампанию, стремясь обрушить акции этой фирмы. К травле подключились регулирующие органы и даже звезды футбола. Но федеральная комиссия по торговле США отказалась официально признать «Herbalife» финансовой пирамидой, и Экман потерял миллиард долларов, потерпев полное фиаско. Расследование длилось 5 лет. В феврале 2018 года Билл Экман сделал официальное заявление о своем поражении.